# Bodo Ramelow

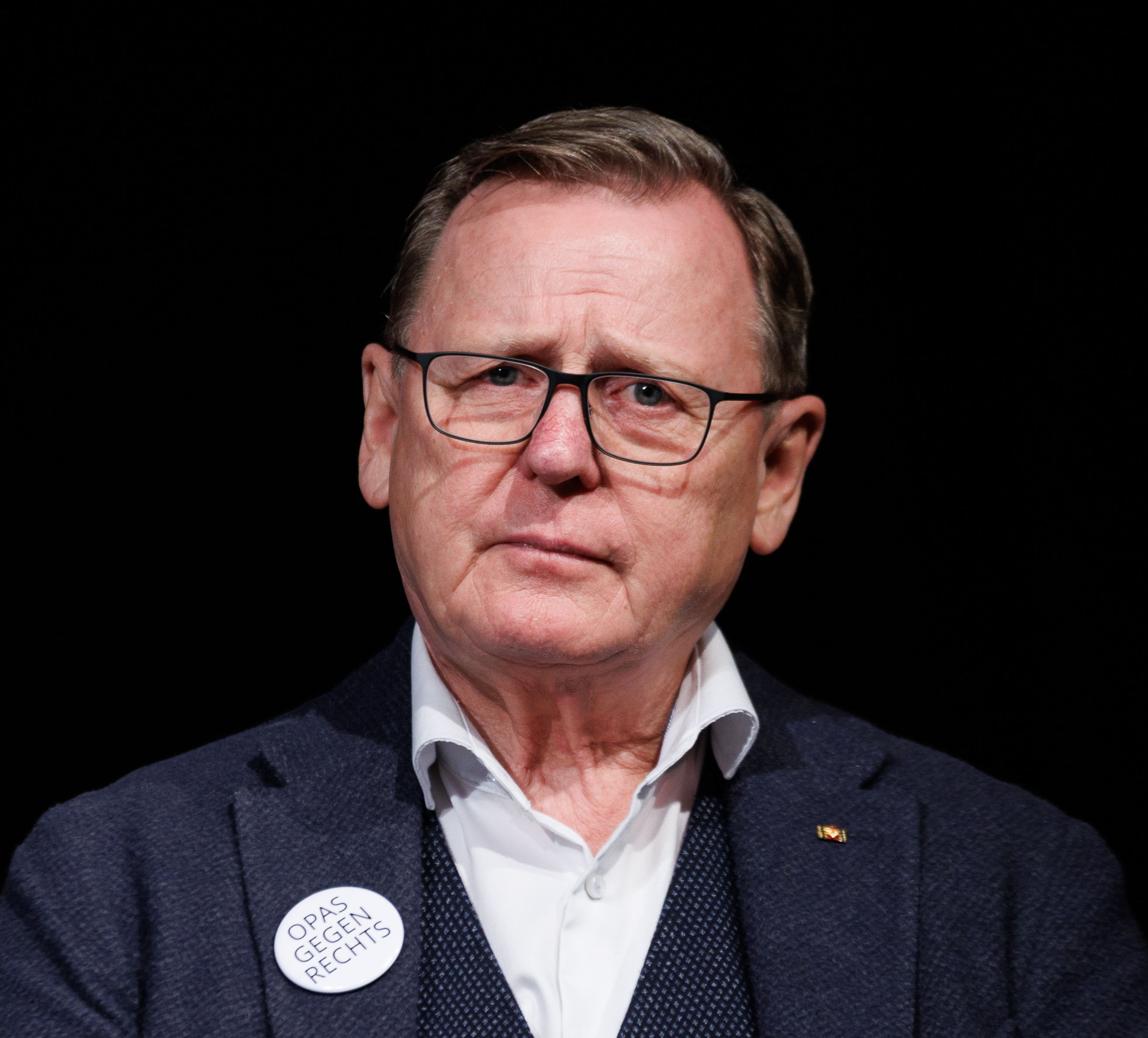
Bodo Ramelow (2025)

Bodo Ramelow [ˈboːdo ˈʁaməlo] (* 16. Februar 1956 in Osterholz-Scharmbeck) ist ein deutscher Politiker (Die Linke). Er war vom 5. Dezember 2014 bis zum 5. Februar 2020 sowie vom 4. März 2020 bis 12. Dezember 2024 der fünfte Ministerpräsident des Freistaates Thüringen und damit der einzige Ministerpräsident eines deutschen Bundeslandes, welcher der Partei Die Linke angehört. Von November 2021 bis Oktober 2022 war er außerdem turnusgemäß Präsident des Bundesrates. 
Ramelow wurde erstmals 1999 in den Thüringer Landtag gewählt, dessen Mitglied er bis 2005 war und dem er erneut von 2009 bis 2015 sowie von 2019 bis 2025 angehörte. Im Landtag war er jeweils von 2001 bis 2005 sowie von 2009 bis 2014 Fraktionsvorsitzender der PDS bzw. der Linken und damit Oppositionsführer. Von 2005 bis 2009 war er Mitglied des 16. Deutschen Bundestages. Mit der Bundestagswahl 2025 wurde Ramelow ein zweites Mal in den Bundestag gewählt und ist seit März 2025 dessen Vizepräsident.

## Leben

### Herkunft und Familie
Bodo Ramelow wuchs als Sohn des aus Kricheldorf bei Salzwedel stammenden Lebensmittelkaufmanns Erwin Ramelow und seiner Frau Anna, geb. Fresenius, in Osterholz-Scharmbeck (Niedersachsen) und Nieder-Wiesen (Rheinhessen) in einem evangelischen Elternhaus mit drei Geschwistern auf. Als Ramelow elf Jahre alt war, starb sein Vater an den Folgen einer Gelbsucht, die er sich als Soldat im Zweiten Weltkrieg zugezogen hatte. Seine Mutter war eine alleinerziehende Hauswirtschaftsleiterin aus der traditionsreichen lutherischen Familie Fresenius; ein Ahne war Johann Philipp Fresenius.
Ramelow ist seit dem 20. November 2006 in dritter Ehe mit der Italienerin Germana Alberti vom Hofe verheiratet, einer Supervisorin und Organisationsentwicklerin bei der Rosa-Luxemburg-Stiftung. Er ist Protestant und hat zwei erwachsene Söhne aus erster Ehe. Er lebt in Erfurt und Saalburg.

### Ausbildung und Beruf
Ramelow beendete 1971 die Hauptschule mit dem Hauptschulabschluss. Als Kind litt er unter einer nicht erkannten Lese- und Rechtschreibstörung (er kann nach eigenen Angaben „nicht ordentlich“ schreiben), die ihm im Alter von 19 Jahren diagnostiziert wurde. In Gießen erlernte er in den Jahren 1971 bis 1974 bei Karstadt den Beruf des Kaufmanns im Einzelhandel. An der kaufmännischen Berufsaufbauschule in Marburg erwarb Ramelow 1975 die Mittlere Reife und 1977 die kaufmännische Fachhochschulreife.
Er arbeitete ab 1977 als Substitut zur Einarbeitung bei der Karstadt AG sowie beim früheren Kaufmarkt HaWeGe in Marburg in Hessen. Später wurde Ramelow Filialleiter bei der Jöckel Vertriebs GmbH in Marburg. Eine Ausbilder-Prüfung nach der Ausbilder-Eignungsverordnung (AdA-Schein) legte Ramelow Ende der 1970er Jahre ab. Von 1981 bis 1990 war Ramelow Gewerkschaftssekretär in Mittelhessen, von 1990 bis 1999 Landesvorsitzender der Gewerkschaft HBV (heute ver.di) in Thüringen, wo er unter anderem beim Arbeitskampf im Kaliwerk Bischofferode mitwirkte, und von 1992 bis 1999 Aufsichtsratsvorsitzender der Wohnungsbaugenossenschaft Zukunft eG in Erfurt.
Ramelow wurde am 18. Dezember 2024 in den Aufsichtsrat der Genossenschaft Fair Train bestellt und anschließend zum Vorsitzenden des Aufsichtsrats gewählt.

## Politische Laufbahn

### Aufstieg in der Thüringer Landespolitik
Am Tag der Arbeit 1994 trat Bodo Ramelow neben Gregor Gysi, Gerhard Jüttemann, Gabi Zimmer und Heinrich Fink auf der zentralen Maifeier der PDS in Erfurt als Redner auf. Im Januar 1997 gehörte er zu den Initiatoren und Erstunterzeichnern der „Erfurter Erklärung“, eines Aufrufs von knapp 40 Künstlern, Intellektuellen, Gewerkschaftern und Politikern für mehr soziale Gerechtigkeit und einen Politikwechsel durch engere Zusammenarbeit von SPD, Grünen und PDS.

### Thüringer Landtagswahl 1999
1999 kandidierte Ramelow, der im April 1999 der PDS beitrat, auf der Landesliste der Partei für die Landtagswahl in Thüringen 1999 auf Platz zwei nach der ehemaligen Landesvorsitzenden Gabi Zimmer. Er wurde somit erstmals in den Thüringer Landtag gewählt, wo er von 1999 bis 2001 stellvertretender PDS-Fraktionsvorsitzender war und schließlich am 14. November 2001 zum Vorsitzenden der Landtagsfraktion gewählt wurde. Aufgrund seines „smarten“ Auftretens und der Frische, die er in die bis dahin „auf sich konzentrierte Partei“ brachte, wurde er in dieser Zeit scherzhaft als „Ein-Mann-Opposition“ bezeichnet. Im Jahr 2002 wurde er außerdem Mitglied im Beirat der Thüringer Aufbaubank (TAB).

### Thüringer Landtagswahl 2004
Am 20./21. September 2003 nominierte die Thüringer PDS in Lobenstein mit Bodo Ramelow erstmals einen eigenen Kandidaten für das Amt des Thüringer Ministerpräsidenten. Am 7. Februar 2004 wählte ihn seine Partei auf Platz eins der Landesliste für die anstehende Landtagswahl 2004. Bei der Landtagswahl am 13. Juni 2004 erreichte die PDS mit 26,1 % der Stimmen ihr bis dahin bestes Ergebnis in Thüringen, Ramelow gewann im Wahlkreis Erfurt I ein Direktmandat. Das Wahlziel, die CDU-Mehrheit zu beenden, erreichte er aber nicht. Ramelow wurde daraufhin wieder zum Vorsitzenden der PDS-Fraktion im Thüringer Landtag gewählt.

### Bundespolitik 2004 bis 2009
Bodo Ramelow gehörte ab 2004 dem Bundesvorstand der Linkspartei an und wurde am 13. Dezember 2004 zum Wahlkampfleiter der damaligen PDS für die Bundestagswahl 2005 bestimmt.
Ramelow errang am 18. September 2005 ein Mandat für den 16. Deutschen Bundestag auf der Landesliste der damaligen Thüringer Linkspartei PDS. Das Direktmandat im Bundestagswahlkreis Gera – Jena – Saale-Holzland-Kreis verfehlte er mit 29,4 % gegen Volker Blumentritt von der SPD (31,8 %). Ramelow wurde am 30. September 2005 zum stellvertretenden Fraktionsvorsitzenden ohne Fachbereich gewählt. Er war auch „Religionsbeauftragter“ seiner Fraktion. Nach seiner Wahl in den Bundestag schied er zum 17. Oktober 2005 aus dem Thüringer Landtag aus. Sein Nachfolger als PDS-Fraktionsvorsitzender wurde dort Dieter Hausold.
Ab Juni 2005 war Ramelow Chefunterhändler der Linkspartei.PDS bei den Gesprächen zur Verschmelzung mit der WASG und wurde so breiteren Kreisen in der WASG bekannt. Dort stieß seine harte, aber sachliche Verhandlungsweise nicht nur auf Gegenliebe. Einzelne Kritiker bezeichneten seine Vorgehensweise als autoritär, während andere ihm zugutehielten, dass Einigungen unter Zeitdruck nur durch straffe Führung erreichbar seien. Besonders engagierte er sich in der Frage der Fusion der verschiedenen Jugendstrukturen beider Seiten. Entsprechende Verhandlungen innerhalb der PDS-Jugendstrukturen waren vor seinem Engagement jahrelang im Sande verlaufen.
Im Mai 2008 gab Bodo Ramelow das Amt des Wahlkampfleiters der Linken ab und wurde Beauftragter des Bundesvorstandes für Föderalismus.

### Thüringer Landtagswahlen 2009 bis 2019

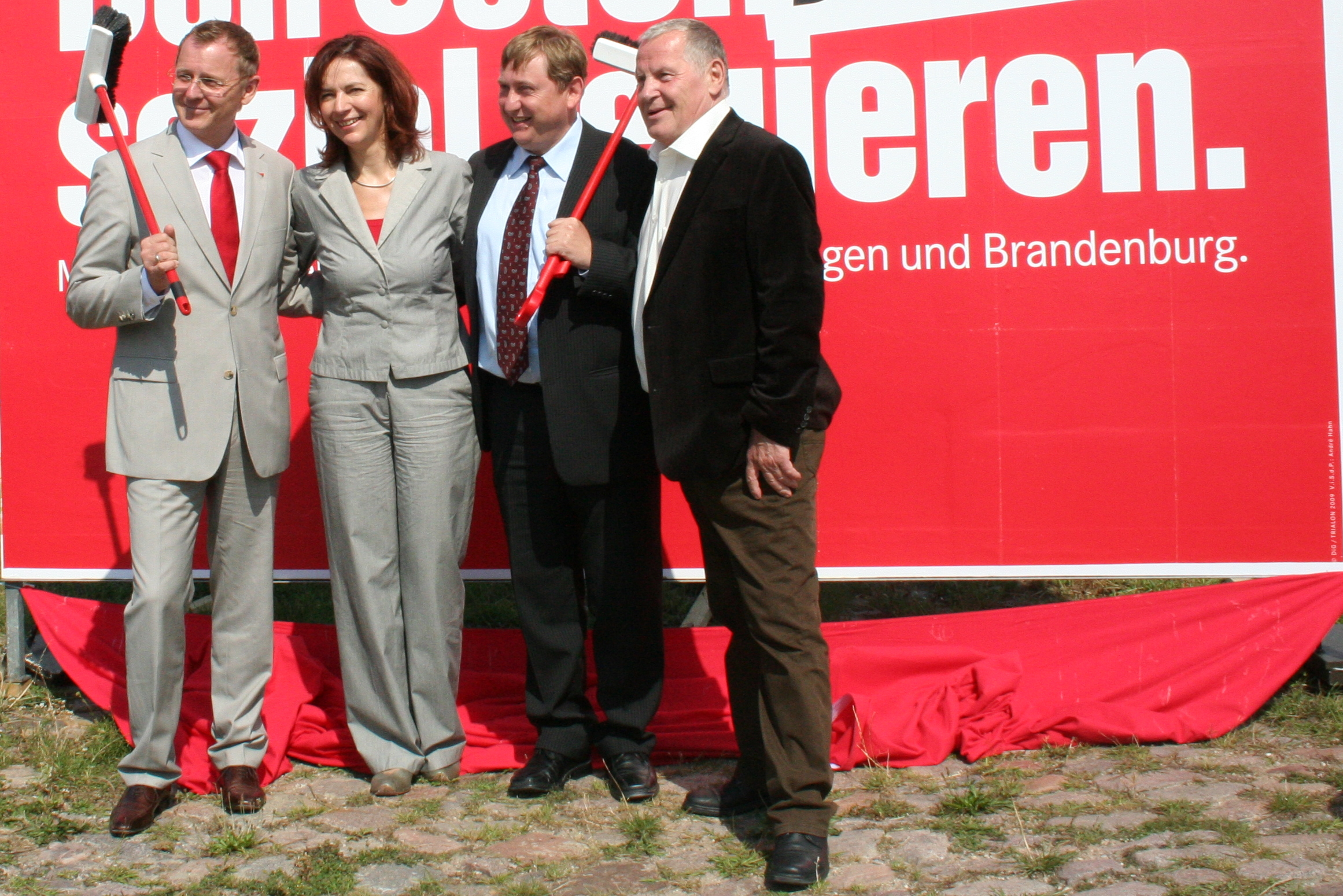
Die Spitzenkandidaten der Partei Die Linke für die ostdeutschen Landtagswahlen 2009 – Bodo Ramelow (Thüringen), Kerstin Kaiser (Brandenburg) und André Hahn (Sachsen) – mit dem Bundesvorsitzenden Lothar Bisky in Dresden (2009)

Am 2. Dezember 2007 wurde Ramelow beim Landesparteitag der Thüringer Linken einstimmig als Spitzenkandidat für die Landtagswahl 2009 nominiert. Während des Wahlkampfes wurde publik, dass Ramelow in seinem Berliner Bundestagsbüro wissentlich eine frühere hauptamtliche Mitarbeiterin der DDR-Staatssicherheit beschäftigte. Bei der Landtagswahl am 30. August 2009 erhielt seine Partei gegenüber 2004 1,3 Prozentpunkte mehr, blieb aber unter der 30-Prozent-Marke. Ramelow selbst erhielt erneut ein Direktmandat, dieses Mal im Wahlkreis Erfurt III. Sein Erststimmenergebnis war das knappste aller Wahlkreise: er erhielt 34 Stimmen mehr als die Justizministerin Marion Walsmann (CDU).

Das Landtagswahlergebnis 2009 machte zwei Koalitionen möglich, nämlich eine schwarz-rote oder eine rot-rot-grüne Koalition. SPD und Grüne bekräftigten ihre vor der Wahl geäußerte Abneigung gegen Ramelow als Ministerpräsidenten; Ramelow plädierte gegen eine Wahl des SPD-Spitzenkandidaten Christoph Matschie zum Ministerpräsidenten. Am 17. September erklärte Ramelow schließlich seine Bereitschaft, für eine mögliche rot-rot-grüne Koalition auf das Ministerpräsidentenamt zu verzichten, wenn auch Matschie verzichte und Linke, SPD und Grüne „gleichberechtigt einen Personalvorschlag machen“ würden. Sein Vorstoß stieß auch bei seiner eigenen Parteiführung auf Kritik. Den Entschluss Matschies, eine Koalition mit der CDU zu bilden, kritisierte Ramelow scharf. Als die CDU-Kandidatin Christine Lieberknecht bei der Wahl zur Ministerpräsidentin überraschend im ersten und zweiten Wahlgang durchfiel, beschloss Ramelow, im dritten Durchgang gegen sie anzutreten. Er erhielt 27 Stimmen, Lieberknecht wurde mit 55 Stimmen gewählt. Am 3. November 2009 wurde Ramelow wieder zum Fraktionsvorsitzenden gewählt, nachdem dieses Amt nach der Landtagswahl – im Hinblick auf eine zunächst noch mögliche Beteiligung Ramelows an der Landesregierung – zunächst wieder Dieter Hausold bekleidet hatte.

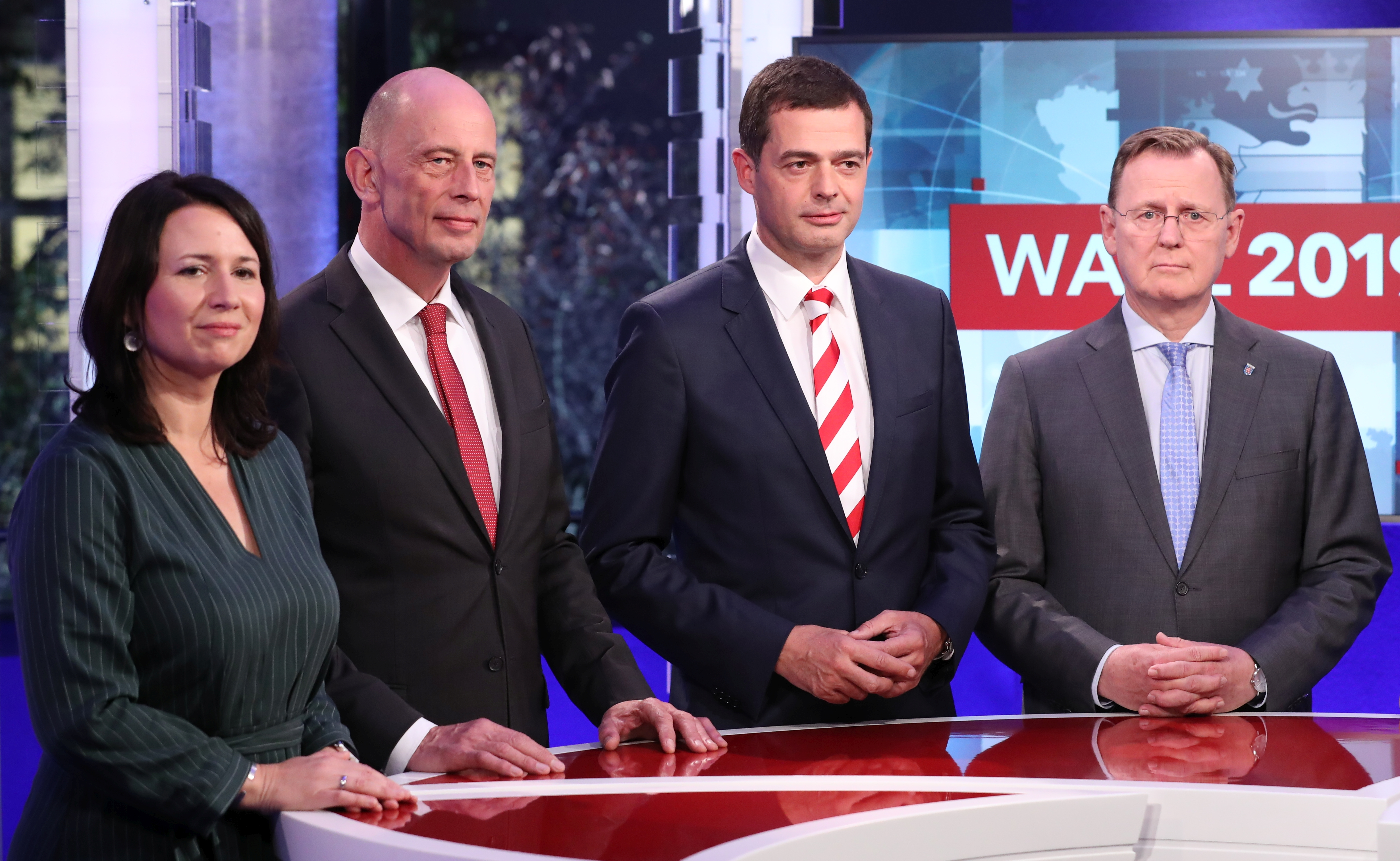
Anja Siegesmund, Wolfgang Tiefensee, Mike Mohring und Bodo Ramelow (v. l. n. r.) beim Wahlabend der Landtagswahl in Thüringen am 27. Oktober 2019 in Erfurt.

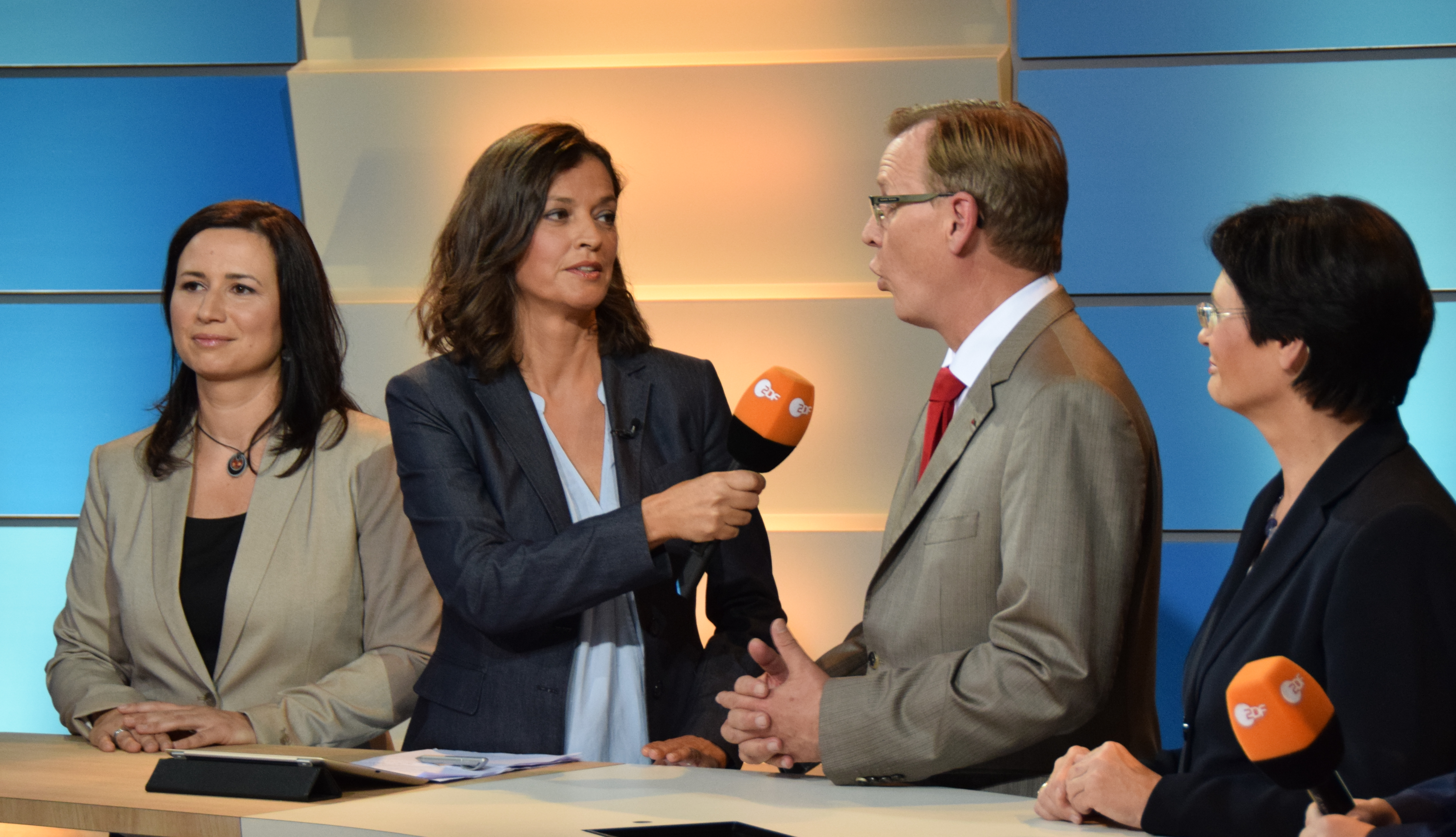
Anja Siegesmund, Antje Pieper, Bodo Ramelow und Christine Lieberknecht (v. l. n. r.) beim Wahlabend der Landtagswahl in Thüringen am 14. September 2014 in Erfurt.

Bei der Landtagswahl in Thüringen 2014 verbesserte Ramelow sein Wahlkreisergebnis, verlor das Direktmandat im Wahlkreis Erfurt III aber an Marion Walsmann (CDU). Er zog über den ersten Platz auf der Landesliste seiner Partei in den Thüringer Landtag ein. Bei der Landtagswahl in Thüringen 2019 gewann er das Direktmandat in seinem Erfurter Wahlkreis (in dem auch FDP-Spitzenkandidat Thomas Kemmerich antrat) mit 42,1 %. Zudem wurde Die Linke unter Ramelows Führung stärkste Kraft im Land und erzielte ihr historisch bestes Ergebnis in einer deutschen Landtagswahl. Ramelow reklamierte den Auftrag, eine neue Landesregierung für Thüringen zu bilden.

### Ministerpräsident von Thüringen

#### Wahl des Ministerpräsidenten 2014
Nach Bildung einer rot-rot-grünen Koalition erreichte Ramelow am 5. Dezember 2014 im Thüringer Landtag bei der Wahl des Ministerpräsidenten im zweiten Wahlgang die nötige absolute Mehrheit mit 46 von 91 Stimmen. Bodo Ramelow war damit deutschlandweit der erste Ministerpräsident, der der Partei Die Linke angehört.
In den ersten 100 Tagen nach Ramelows Wahl wurde beim regionalen Fernsehsender salve.tv die vierzehntägliche Sendung Ramelow & Co produziert, in der Ramelow die Ereignisse der je letzten beiden Wochen schilderte und kommentierte. Kritisiert wurde das Fehlen einer sichtbaren redaktionellen Rahmung oder kritischer Rückfragen. Für den Vorsitzenden der Versammlung der Landesmedienanstalt, den SPD-Bundestagsabgeordneten Steffen Lemme, handelte es sich um „Staatsfernsehen“, ebenso für den Chef der Direktorenkonferenz der Landesmedienanstalten, Jürgen Brautmeier, der darauf hinwies, dass es zu den Grundlagen der Verfassung gehöre, dass der Staat sich aus dem Rundfunk herauszuhalten habe. Der Medienrechtler Johannes Weberling bezeichnete das Format als verbotene politische Werbung, die das Landesmediengesetz aushöhle. Eine Prüfung durch die Thüringer Landesmedienanstalt kam jedoch zu dem Schluss, dass das Sendeformat nicht gegen das Medienrecht verstößt. Im Sinne einer Trennung von Amt und Mandat legte Bodo Ramelow zum 31. März 2015 – ebenso wie Ministerin Birgit Klaubert – sein Abgeordnetenmandat im Thüringer Landtag nieder.

#### Wahl des Ministerpräsidenten 2020
Nach der Landtagswahl 2019 war Ramelow ab 26. November 2019, dem Tag der Konstituierung des neu gewählten Landtags, geschäftsführend im Amt. Am 5. Februar 2020 erzielte Bodo Ramelow im ersten Wahlgang 43 Stimmen und damit eine Stimme mehr als Linke, SPD und Grüne gemeinsam an Sitzen hatten. Christoph Kindervater erhielt 25 Stimmen und damit mindestens drei Stimmen von außerhalb der AfD. 22 Abgeordnete enthielten sich. Damit wurde ein zweiter Wahlgang notwendig, da beide Kandidaten die absolute Mehrheit von 46 Stimmen verfehlt hatten. Im zweiten Wahlgang entfielen auf Ramelow 44 Stimmen und auf Kindervater 22 Stimmen, was genau der Zahl der Abgeordneten der AfD entsprach. 24 Abgeordnete enthielten sich der Stimme.

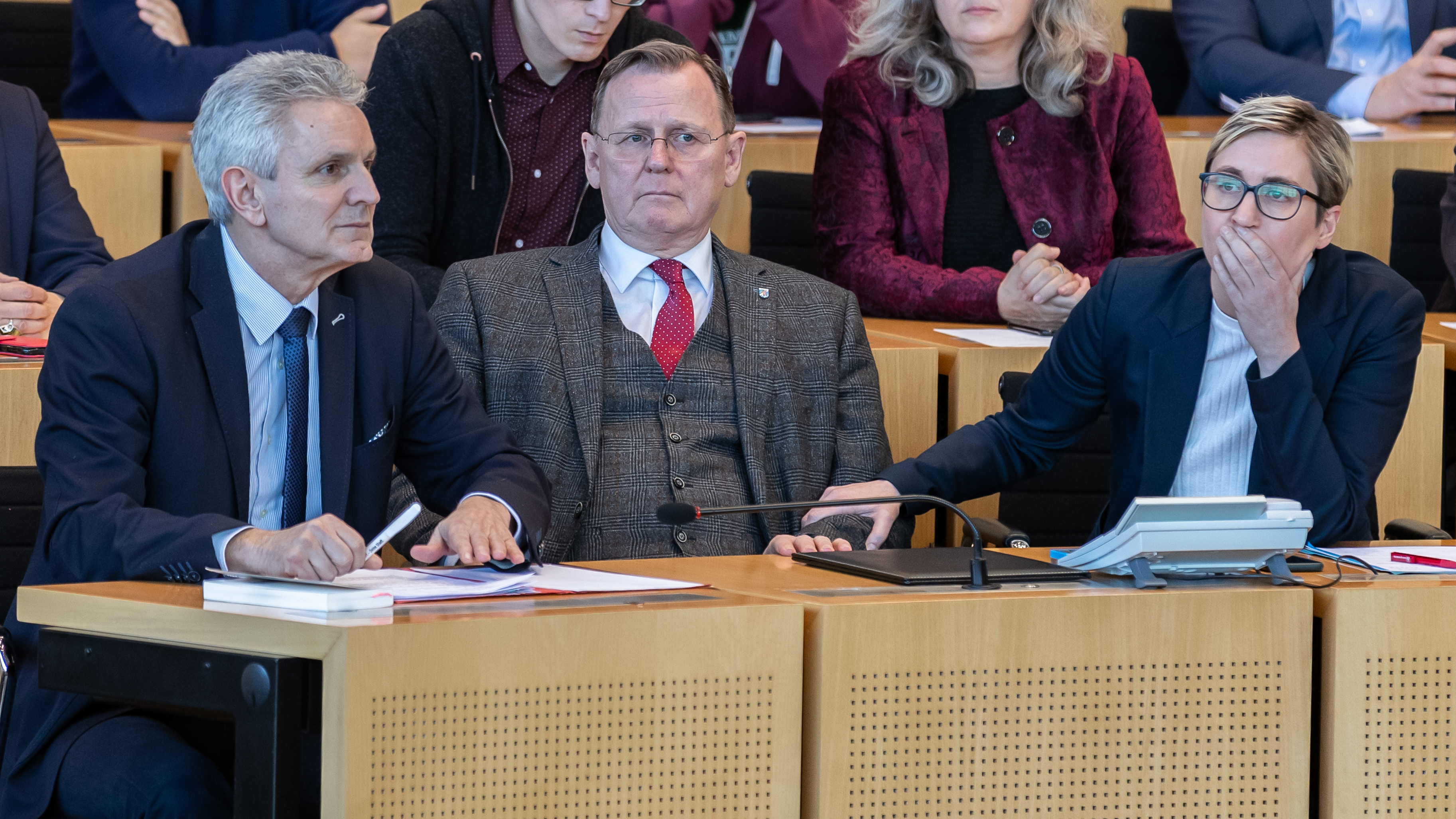
André Blechschmidt (l.), Bodo Ramelow (m.) und Susanne Hennig-Wellsow (r.) bei der Verkündung des Ergebnisses des 3. Wahlgangs im Thüringer Landtag am 5. Februar 2020.

Für den somit nötigen dritten Wahlgang hielt die AfD-Fraktion an der Kandidatur Kindervaters fest, und zusätzlich wurde, wie für diesen Fall angekündigt, von der FDP-Fraktion Thomas Kemmerich aufgestellt. Im dritten Wahlgang erhielt Kemmerich 45 Stimmen, Bodo Ramelow 44 Stimmen und Kindervater 0 Stimmen, ein Abgeordneter enthielt sich. Kemmerich war damit zum neuen Thüringer Ministerpräsidenten gewählt und vereidigt, wodurch die Regierungskrise ausgelöst wurde. Am Tage seiner Abwahl setzte Ramelow einen Tweet ab, in dem er Parallelen zur Bildung der Baum-Frick-Regierung in Thüringen 1930 zog. Dieser Tweet wurde kontrovers aufgenommen, da er durch je ein Foto von der Gratulation Björn Höckes gegenüber Kemmerich und von der Verneigung Adolf Hitlers vor Reichspräsident von Hindenburg am sogenannten Tag von Potsdam 1933 illustriert war, und wurde nach einigen Tagen gelöscht.
Nach dem Rücktritt Kemmerichs schlug Ramelow am 17. Februar 2020 im Rahmen dieser Runde eine Lösung vor, in der Neuwahlen und die Wahl einer neuen Ministerpräsidentin unmittelbar miteinander verknüpft wären. Der Landtag solle seine Selbstauflösung beschließen und zugleich Christine Lieberknecht (CDU) für die bis zu den Neuwahlen verbleibende Legislaturperiode zur Ministerpräsidentin wählen. Weiter schlug er vor, dass Lieberknecht eine „technische“ Regierung bilden solle, in der drei Schlüsselministerien wieder besetzt würden: Das Justizministerium, das Finanzministerium und die Staatskanzlei. Christine Lieberknecht hatte sich in ihrer Zeit als Landtagspräsidentin (1999–2004) über Parteigrenzen hinweg Respekt erworben und verfügt als ehemalige Ministerpräsidentin Thüringens (2009–2014) über einschlägige Regierungserfahrung.
Die CDU Thüringen lehnte dies ab und schlug vor, Lieberknecht solle länger als von Ramelow vorgesehen im Amt verbleiben und ein vollständiges Expertenkabinett führen. Lieberknecht zog daraufhin ihre Bereitschaft, als Interimsministerpräsidentin zu kandidieren, zurück und gab bekannt, dass sie sich nur auf Ramelows Lösungsvorschlag mit schnellen Neuwahlen habe einlassen wollen. Dieser „Widerspruch mit der CDU“ lasse sich „nicht auflösen“. Ihrer Meinung nach lasse sich echte politische Stabilität im Thüringer Landtag nur herstellen, indem man die realen Mehrheitsverhältnisse anerkenne und CDU und Linke eine verlässliche parlamentarische Zusammenarbeit vereinbarten.

#### Erneute Wahl des Ministerpräsidenten 2020
Wie bei der Wahl zum Ministerpräsidenten im Februar 2020 sieht die Thüringer Verfassung vor, dass in den ersten beiden Wahlgängen Ministerpräsident wird, wer von der absoluten Mehrheit der Mitglieder des Landtags gewählt wird. Gelingt dies nicht, kommt es zum dritten Wahlgang. In ihm gilt der Bewerber mit den meisten Stimmen als gewählt. Sowohl im ersten als auch im zweiten Wahlgang am 4. März 2020 erhielt Bodo Ramelow 42 Stimmen, die aus den Fraktionen der Linken, SPD und Grünen gekommen sein sollen. Björn Höcke erhielt jeweils 22 Stimmen, was der Fraktionsstärke der AfD entsprach. Die jeweils 21 Enthaltungen sollten der Fraktion der CDU zuzurechnen sein. Die FDP war zwar bei der Wahl anwesend, stimmte aber nicht ab. Aus der FDP-Fraktion waren jedoch statt fünf nur vier Abgeordnete im Thüringer Landtag anwesend; es fehlte Ute Bergner.

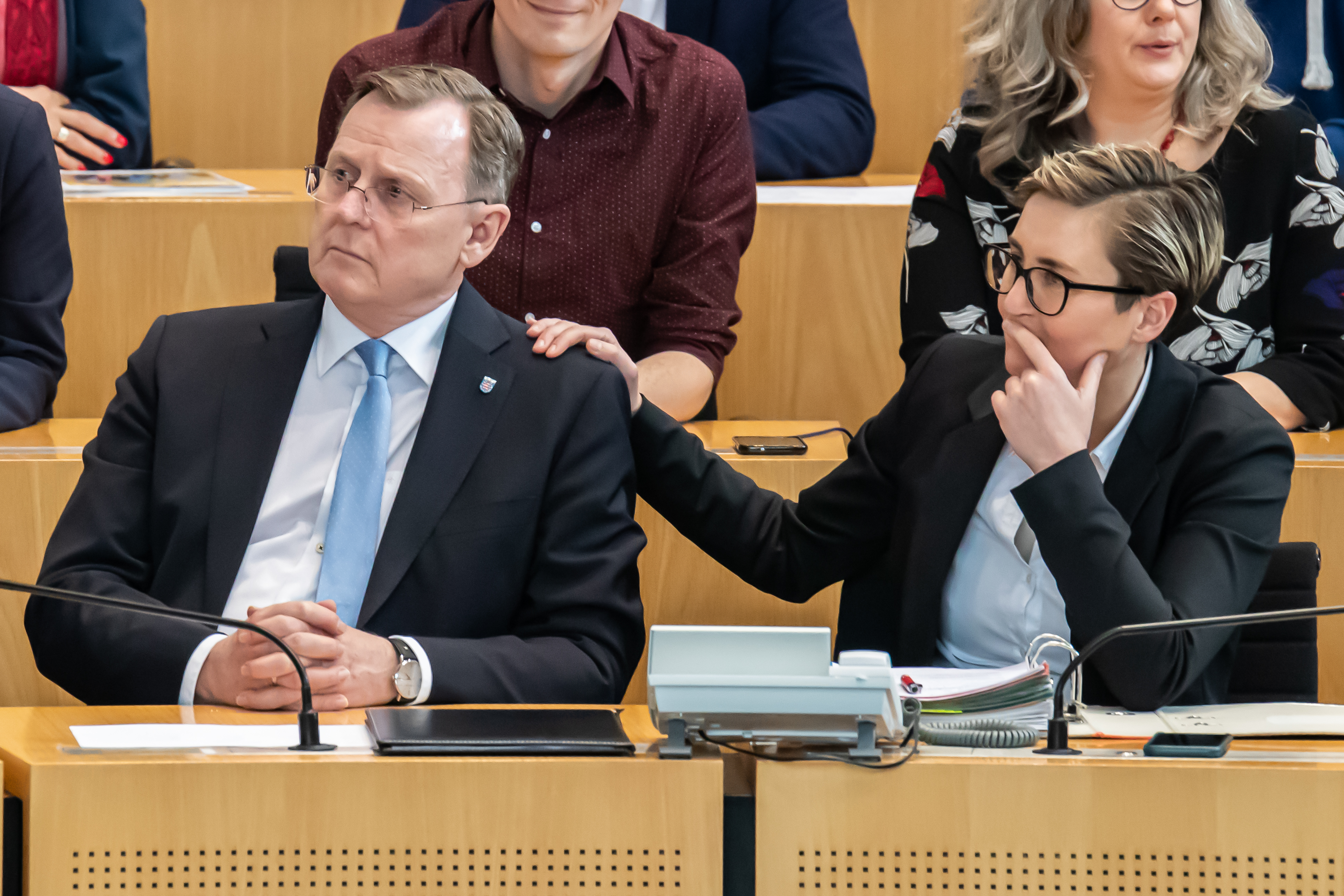
Bodo Ramelow (l.) und Susanne Hennig-Wellsow (r.) bei der Verkündung des Ergebnisses des 3. Wahlgangs im Thüringer Landtag am 4. März 2020.

Im dritten Wahlgang zog die Fraktion der AfD die Kandidatur von Björn Höcke zurück, sodass Bodo Ramelow der einzige verbleibende Kandidat war. Ramelow erhielt wieder 42 Ja-Stimmen bei 23 Nein-Stimmen und 20 Enthaltungen. Damit wurde er erneut zum Ministerpräsidenten gewählt und daraufhin vereidigt.

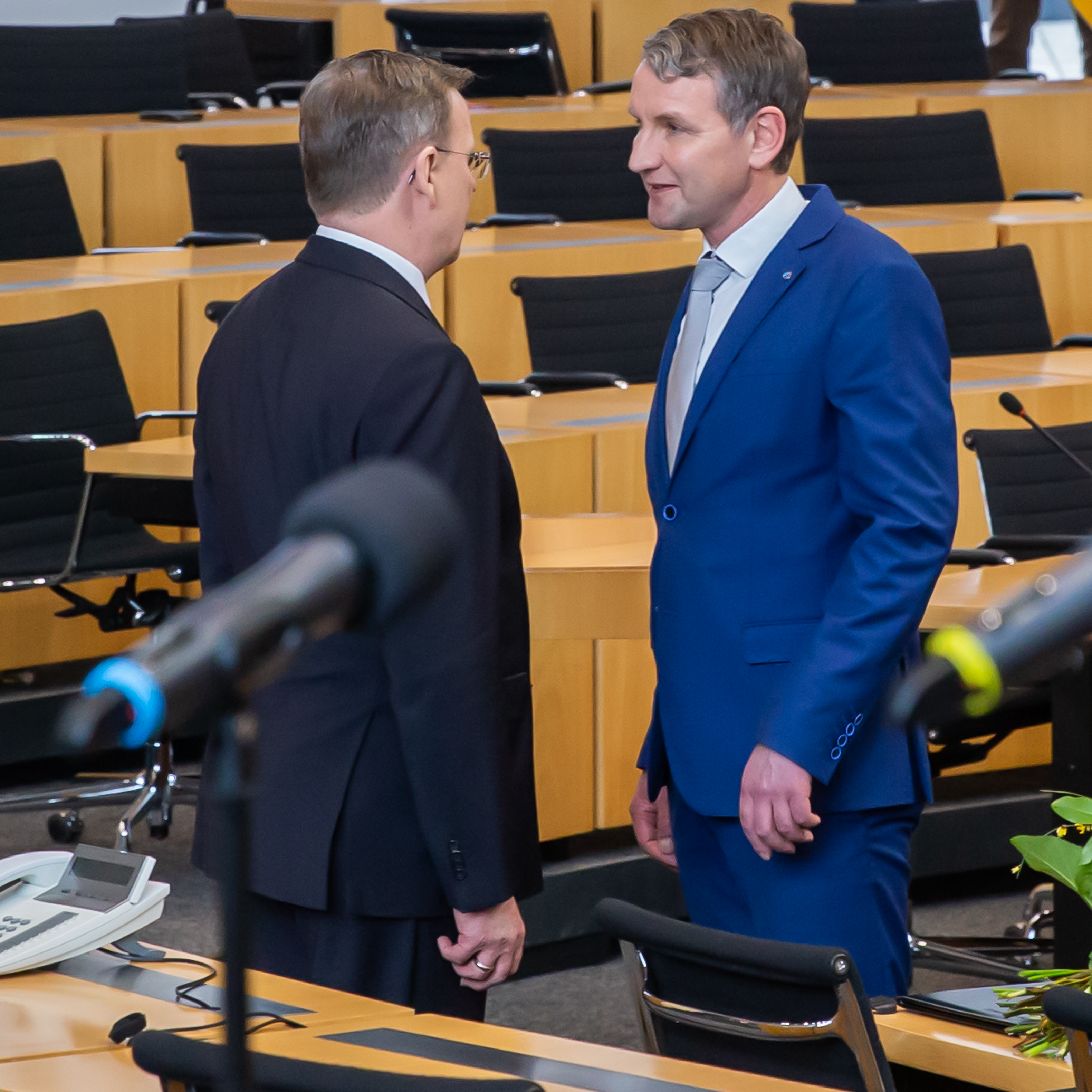
Björn Höcke (r.) gratuliert Bodo Ramelow (l.) zur Wahl im Thüringer Landtag am 4. März 2020.

In seiner Antrittsrede zeigte sich Ramelow froh über die Beendigung der Regierungskrise, dankte insbesondere der CDU für den Abschluss des Stabilitätspakts und rief die Fraktionen des Landtags zur konstruktiven Zusammenarbeit auf. Die AfD kritisierte er scharf dafür, FDP und CDU eine Falle gestellt zu haben, und warf ihr vor, das Parlament und die Demokratie nicht zu respektieren. Damit begründete er es auch, Björn Höcke, der ihm gratulieren wollte, den Handschlag verweigert zu haben. Er werde ihm erst die Hand geben, wenn Höcke aufhöre, die „Demokratie mit Füßen zu treten“, und sie stattdessen verteidige.
Im Juli 2021 stellte die AfD-Fraktion im Thüringer Landtag einen Misstrauensantrag gegen Ramelow und schlug Björn Höcke als neuen Ministerpräsidenten vor. Bei der Abstimmung am 23. Juli 2021 stimmten 22 Abgeordnete für den Antrag und 46 dagegen. Die CDU-Fraktion hatte zuvor angekündigt, nicht an der geheimen Abstimmung teilzunehmen, und blieb im Saal sitzen. Durch die Ablehnung des Antrags blieb Ramelow Thüringer Ministerpräsident. Der AfD-Abgeordnete Stefan Möller hatte zuvor der Deutschen Presse-Agentur mitgeteilt, dass er keine Chance auf einen Erfolg sehe, und gesagt: „Das Misstrauensvotum zielt nicht auf Bodo Ramelow ab“, sondern „primär in die Ecke der CDU und am Rande auch in Richtung FDP“.
Am 8. Oktober 2021 wurde er turnusgemäß zum Präsidenten des Bundesrates gewählt. Seine Amtszeit begann am 1. November 2021 und endete am 31. Oktober 2022. Vom 1. November 2022 bis zum 31. Oktober 2023 war er der erste Vizepräsident des Bundesrates. Vor seiner Amtszeit war er bereits vorjährig der zweite Vizepräsident des Bundesrates. Im Oktober 2022 besuchte Ramelow als Bundesratspräsident die ehemalige Colonia Dignidad und sprach mit Opfern, die sich in Gefangenschaft der Sekte befunden hatten. Er war damit der ranghöchste Vertreter der Bundesrepublik, der die damaligen Tatorte besichtigte.

### Thüringer Landtagswahl 2024

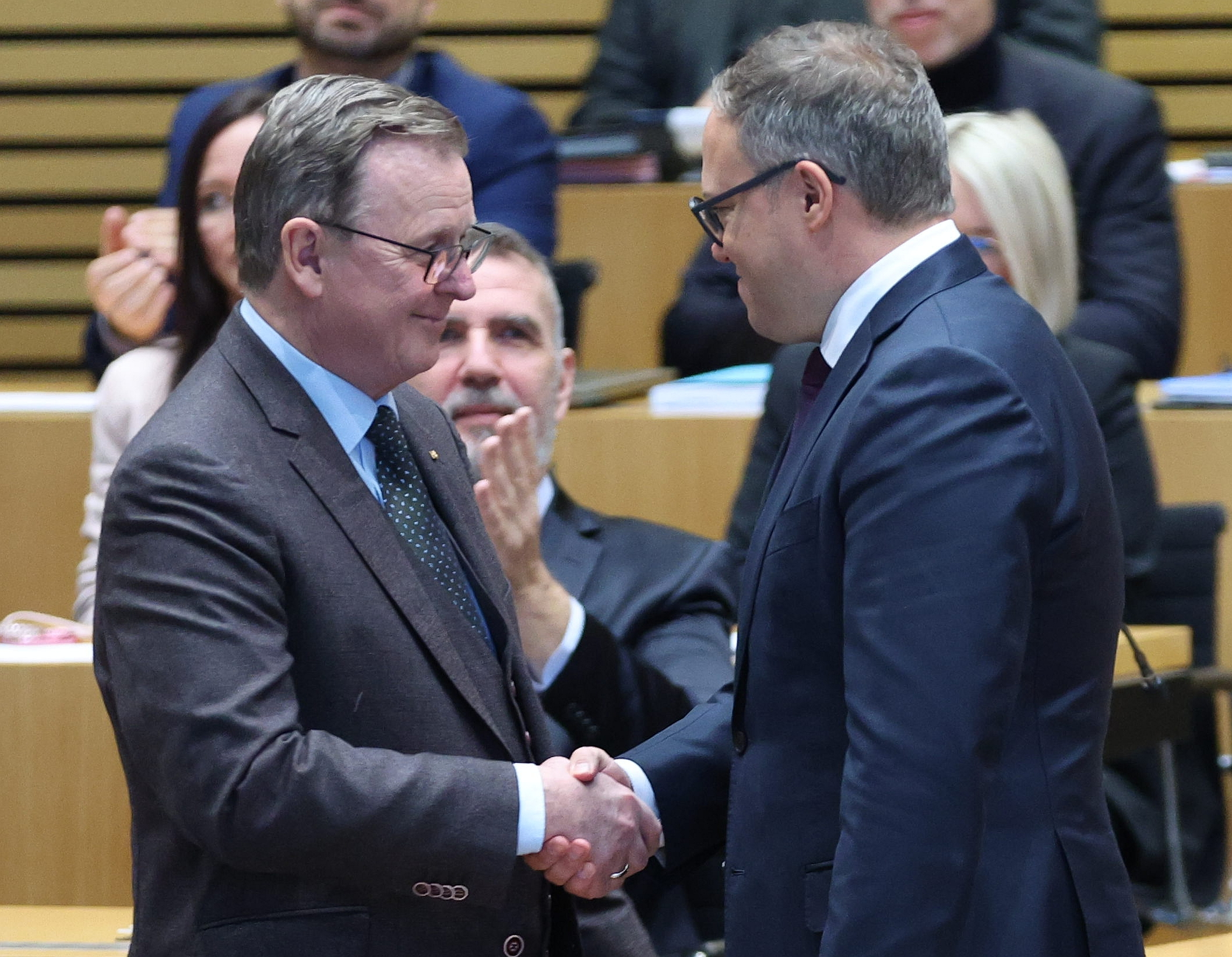
Bodo Ramelow (l.) gratuliert seinem Amtsnachfolger Mario Voigt (r.) nach der Verkündung des Ergebnisses des 1. Wahlgangs im Thüringer Landtag am 12. Dezember 2024.

Die Thüringer Landesparteien der Linken, SPD, Grüne und CDU vereinbarten, dass es am 26. September 2021 eine vorgezogene Landtagswahl in Thüringen geben soll. Der ursprüngliche Termin am 25. April 2021 wurde wegen der Corona-Pandemie verworfen. Die Linke wollte dann erneut Bodo Ramelow zum Kandidaten für das Amt des Ministerpräsidenten nominieren. Am 16. Juli 2021 wurde auch dieser Termin gestrichen, da mehrere Abgeordnete der CDU und später auch der Linken angekündigt hatten, der für Neuwahlen notwendigen Auflösung des Landtags nicht zuzustimmen, und die Fraktionen der Linken und Grünen die Entscheidung nicht von den Stimmen der AfD abhängig machen wollten. Die Regierungsfraktionen der Linken, der SPD und der Grünen erklärten, keinen weiteren Versuch zur Auflösung des Landtages mehr unternehmen zu wollen, so dass es beim regulären Ende der Legislaturperiode 2024 bleibe. Anfang November 2022 gab Ramelow bekannt, erneut zur Landtagswahl 2024 antreten zu wollen.
Bei der Wahl 2024 verlor die Linkspartei mehr als 17 Prozentpunkte, Ramelow gewann jedoch erneut das Direktmandat im Wahlkreis Erfurt III mit 42,4 % der Stimmen. Der Erststimmenanteil wuchs hierbei im Vergleich zur Wahl von 2019 um 0,3 %. Er war der einzige Spitzenkandidat, der durch ein Direktmandat in den Landtag einzog. Am 12. Dezember 2024 wurde Mario Voigt zum Thüringer Ministerpräsidenten gewählt und löste somit Ramelow in diesem Amt ab.

### Seit der Bundestagswahl 2025

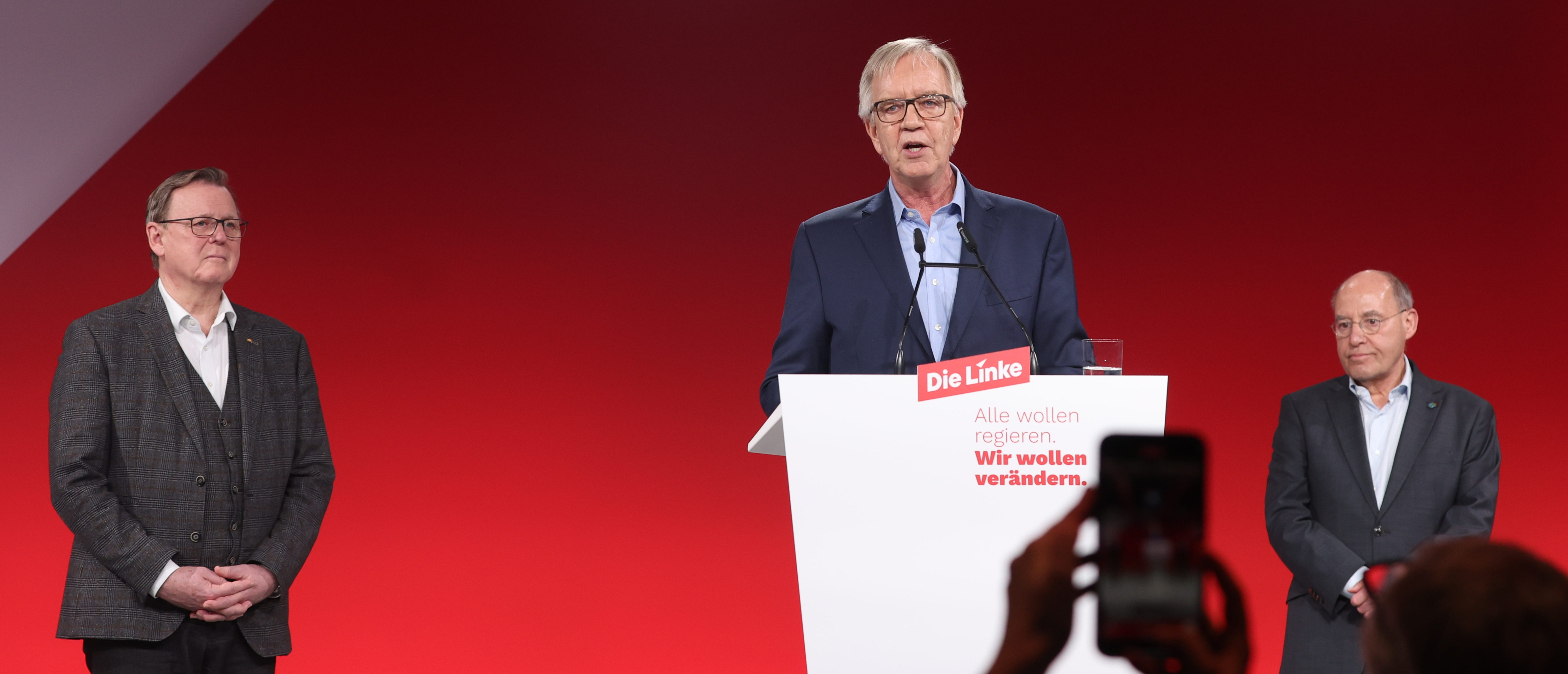
Bodo Ramelow (l.), Dietmar Bartsch (m.) und Gregor Gysi (r.) beim Bundesparteitag der Linken in Berlin am 18. Januar 2025.

Bei der Bundestagswahl 2025 kandidierte Ramelow im Bundestagswahlkreis Erfurt – Weimar – Weimarer Land II als Direktkandidat, um als Teil der „Mission Silberlocke“ gemeinsam mit Gregor Gysi und Dietmar Bartsch der Linken über die Grundmandatsklausel den Einzug in den Bundestag zu ermöglichen. Er gewann das Direktmandat mit 36,8 % der Erststimmen, somit war er der einzige Direktgewählte aus Thüringen, der nicht der AfD angehört, und wurde dadurch zum Mitglied des 21. Deutschen Bundestages gewählt. Mit der Konstituierung am 25. März 2025 schied er aus dem Thüringer Landtag aus, für ihn rückte Sascha Bilay nach. Am selben Tag wurde er zu einem der vier Vizepräsidenten des Bundestages gewählt. Zudem ist er ordentliches Mitglied im Ausschuss für Recht und Verbraucherschutz und stellvertretendes Mitglied im Wahlausschuss und im Verkehrsausschuss. Für seine Fraktion wurde er zum Sprecher für Kirchen und Religionspolitik gewählt.
Am 18. Juni 2025 veröffentlichte Ramelow auf seiner Website einen Text mit der Überschrift Partei in Bewegung! Was sind wir? Eine Bewegungspartei, oder sind wir eine Partei, die etwas bewegt? Ihn beschäftige folgende Frage: Bin ich dabei, die Partei zu verlassen - oder verlässt meine Partei gerade mich?"
Zuvor waren auf einem Landesparteitag seiner Partei nach einer Kontroverse über Ämtertrennung zahlreiche neuere Mitglieder in den Landesvorstand gewählt worden. Zudem lehne er es ab, dass die Linke zu einer reinen Bewegungspartei werde.

### Sonstiges Engagement
Im März 2025 wurde Ramelow als ein Vermittler für die Gewerkschaft ver.di im Tarifkonflikt bei den Berliner Verkehrsbetrieben bestellt. Der Vermittler für die BVG ist der ehemalige Ministerpräsident von Brandenburg Matthias Platzeck.

## Politische Forderungen und Positionen

### Sozialpolitik
Ramelow äußerte im Rahmen des Landtagswahlkampfes in Thüringen 2014, er setze sich für eine „sozial gerechte Steuerpolitik“ ein. Zu seinen wirtschaftspolitischen Positionen gehören (Stand 2014) die Bildung eines Beschäftigungssektors für Langzeitarbeitslose, der Kampf gegen Billiglöhne und die Förderung von Unternehmen mit familienfreundlichen Arbeitszeitmodellen. Im Bildungssektor setzt Ramelow auf den Ausbau der Ganztagsbetreuung mit einem ersten kostenfreien Betreuungsjahr, will Gemeinschaftsschulen stärken und Zugangsregelungen zum Hochschulstudium neu regeln. Er lehnt die Privatisierung von sozialstaatlichen Einrichtungen ab.

### DDR-Geschichte und deren Aufarbeitung
Die DDR war in den Augen Ramelows weder ein Rechtsstaat noch ein Unrechtsstaat. Das Arbeitsgesetzbuch der DDR sei besser als die arbeitsrechtlichen Regelungen in Westdeutschland gewesen. Dass es an der innerdeutschen Grenze einen Schießbefehl gegeben habe, sei nicht belegt. In einer Erklärung präzisierte er später, „Unrechtsstaat“ sei ein „nicht justiziabler Begriff“. Man müsse außerdem die Vorgaben stets von der Rechtsanwendung trennen.
In der Zeitung Neues Deutschland sprach sich Ramelow für eine historische Auseinandersetzung aus, die die Geschichte der DDR und der alten Bundesrepublik auf gleiche Weise angeht: „Ehrliche Aufarbeitung muss beide Seiten in den Blick nehmen, weil sich die beiden politischen Systeme in Ost und West stets gegenseitig bekämpft und letztlich doch auch beeinflusst haben. Man kann nicht die eine Seite ohne den Blick auf die andere Seite verurteilen oder loben.“ Ein kritischer Umgang mit Geschichte bedeute für ihn auch, „eine Aufhebung des KPD-Verbots, die Rehabilitierung der Berufsverbote-Opfer und einen sofortigen Stopp der sogenannten ‚Blauhemd-Prozesse‘ wegen des Tragens von FDJ-Symbolen zu fordern“. Ramelow forderte zudem, „die gekürzten Renten von Menschen im damaligen Staatsapparat der DDR“ zu thematisieren. Hubertus Knabe, ehemaliger Leiter der Gedenkstätte Berlin-Hohenschönhausen, kritisierte diese Äußerungen und warf Ramelow vor, „die Unterdrückung eines ganzen Volkes“ zu relativieren.

## Kontroversen

### Strafverfahren wegen Verstoßes gegen das Versammlungsgesetz

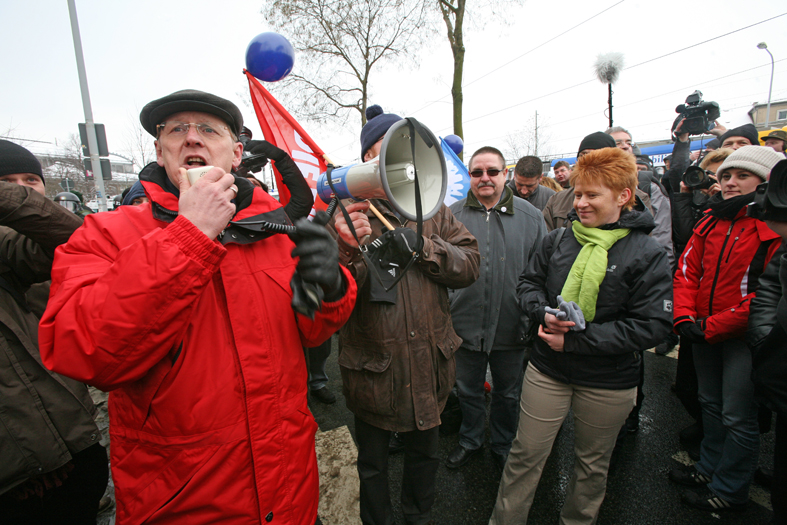
Ramelow bei der Kundgebung Dresden Nazifrei am 13. Februar 2010

Ramelow war am 13. Februar 2010 an einer Demonstration gegen einen Aufmarsch der rechtsextremen Junge Landsmannschaft Ostdeutschland in Dresden beteiligt. Ihm wurde von den sächsischen Justizbehörden danach vorgeworfen, die Gegendemonstration maßgeblich mitorganisiert und den Aufmarsch widerrechtlich behindert zu haben, und ein Verfahren wegen Verstoßes gegen § 21 Versammlungsgesetz wurde eingeleitet. Im Oktober 2010 wurde Ramelows Immunität vom Thüringer Landtag aufgehoben. Nach eigener Darstellung war Ramelow lediglich als Vermittler zwischen den Gegendemonstranten und der Polizei aktiv. Das Verfahren sollte durch Strafbefehl vom 14. April 2014 mit einer Geldstrafe von 20 Tagessätzen zu je 170 Euro beendet werden. Gegen diesen Strafbefehl legte Ramelow jedoch Einspruch ein, so dass dieser nicht rechtskräftig wurde (ein rechtskräftiger Strafbefehl steht einer Verurteilung gleich). Infolgedessen sollte das Verfahren im Mai 2014 mit Zustimmung der Staatsanwaltschaft und des Angeklagten wegen Geringfügigkeit nach § 153 Abs. 2 StPO eingestellt werden, wobei das Amtsgericht allerdings nicht auf Ramelows Bedingung einging, dass die Justizkasse seine Anwaltskosten übernimmt. Mangels wirksamer Zustimmung des Angeklagten musste das Amtsgericht das Verfahren weiterführen und, weil seit September 2014 eine neue Legislatur begonnen hatte, einen neuen Antrag auf Aufhebung der Immunität Ramelows als Abgeordneter stellen. Dies geschah am 3. Dezember 2014, zwei Tage vor seiner Wahl zum Ministerpräsidenten. Der Justizausschuss des Thüringer Landtags hob daraufhin die Immunität Ramelows erneut auf.
Ramelow sieht in dem Verfahren einen Versuch zur Einschüchterung der Zivilgesellschaft. Proteste gegen Demonstrationen mit rechtsextremen, rassistischen und antisemitischen Inhalten dürften nicht kriminalisiert werden. Heribert Prantl verteidigte Ramelow in einem Kommentar in der Süddeutschen Zeitung und resümierte: „Eine Justiz, die sich als Gegner der Zivilgesellschaft begreift, hat nicht verstanden, was Rechtspflege ist.“ Dagegen verteidigte Sachsens Ministerpräsident Stanislaw Tillich (CDU) das Vorgehen der Justiz. Der Leipziger Volkszeitung sagte er‚ eine der Errungenschaften der friedlichen Revolution sei die Unabhängigkeit der Justiz. Die werde auch in Sachsen gewahrt.
Im April 2015 stellte die Staatsanwaltschaft Dresden das Verfahren wegen Geringfügigkeit endgültig ein. Die Kosten für Ramelows Anwalt sowie weitere Auslagen im Zusammenhang mit dem Verfahren, um die Ramelow mit dem Gericht noch gestritten hatte, wurden von der Staatskasse übernommen.

### Verletzung der Neutralitätspflicht gegenüber der NPD
Anfang Juni 2016 erlitt Ramelow vor dem Thüringer Verfassungsgericht eine juristische Niederlage gegen die Nationaldemokratische Partei Deutschlands (NPD). Die Richter sahen es als erwiesen an, dass er gegen seine Neutralitätspflicht als Regierungschef verstoßen und das Grundrecht der NPD auf Chancengleichheit im politischen Wettbewerb verletzt hat. Ramelow hatte in einem Interview mit dem MDR in der Thüringer Staatskanzlei dazu aufgerufen, in Kommunalparlamenten keine gemeinsame Sache mit der NPD zu machen. Die Staatskanzlei hatte daraufhin das vollständige Interview über ihre offiziellen Accounts in sozialen Netzwerken weiterverbreitet. Dies sei laut den Richtern einer amtlichen Verlautbarung gleichgekommen; Ramelow habe seine „Amtsautorität in Anspruch“ genommen und „die Grenzen der Zulässigkeit“ überschritten. Der 2017 vom Bundesverfassungsgericht zurückgewiesene NPD-Verbotsantrag der Bundesländer habe bei der Urteilsfindung „keine Rolle“ gespielt.
Nach der Niederlage kündigte Ramelow an, die Kommunikationsstrategie und -wege in der Staatskanzlei zu überdenken und am NPD-Verbotsverfahren festhalten zu wollen.

### Unzulässige Überwachung durch Verfassungsschutzbehörden
Bodo Ramelow begann 2003 eine medienwirksame, langwierige Auseinandersetzung mit dem Verfassungsschutz, der ihn wegen seiner Kontakte zur Deutschen Kommunistischen Partei (DKP) beobachtet hatte. Das Thüringer Landesamt für Verfassungsschutz unter Helmut Roewer habe über Ramelow eine Akte wegen seiner Kontakte zur DKP in den 1980er Jahren in Westdeutschland angelegt. Laut der Thüringer Datenschutzbeauftragten Silvia Liebaug sei Ramelows Akte von 1996 bis 1999 geführt worden. Nach seinem Einzug in den Landtag habe das Innenministerium die Beobachtung jedoch eingestellt.
2003 beantragte Ramelow beim Bundesamt für Verfassungsschutz Auskunftserteilung über die zu seiner Person vorliegenden Daten, um die Rechtmäßigkeit seiner Beobachtung und die seiner Partei klären zu können. Nachdem ihm das Amt jedoch nur eine Teilauskunft gewährte, leitete er gerichtliche Schritte ein. In einem Urteil vom 13. Februar 2009 bestätigte das Oberverwaltungsgericht Nordrhein-Westfalen weitgehend das Urteil des Verwaltungsgerichts Köln, nach dem die Datenerhebung über Ramelow rechtswidrig sei, weil dieser nicht als Angehöriger der linksextremistischen bzw. orthodox kommunistischen Flügel innerhalb der Linkspartei hervorgetreten sei. Zugleich bezeichnete es die Zusammenschlüsse Kommunistische Plattform, Marxistisches Forum und Linksjugend solid innerhalb der Linkspartei, als verfassungsfeindlich. Das Thüringer Oberverwaltungsgericht entschied in einem parallel laufenden Verfahren am 17. September 2007, dass die Sperrung von Verfassungsschutzakten über Ramelow ebenfalls rechtswidrig war.
Das Bundesverwaltungsgericht in Leipzig hob in seiner Entscheidung vom 21. Juli 2010 die Urteile des Verwaltungsgerichts Köln und des Oberverwaltungsgerichts Münster auf und erklärte, dass die Erhebung von Informationen über Ramelow durch das Bundesamt für Verfassungsschutz in der betreffenden Zeit rechtmäßig gewesen sei und insbesondere nicht gegen den Grundsatz der Verhältnismäßigkeit verstoßen habe. Als Begründung wurde seine Tätigkeit als führender Funktionär der Partei Die Linke genannt, bei der auch die Vorinstanz Anhaltspunkte für verfassungsfeindliche Bestrebungen sah. Die Gefahren bei der Beobachtung von Parlamentsmitgliedern seien gemindert durch die lediglich offene Beobachtung und gerechtfertigt durch das besondere Gewicht des Schutzes der freiheitlichen demokratischen Grundordnung. Ramelow bezeichnete dieses Urteil als „Sieg für den Schnüffelstaat“.
Mit Beschluss vom 17. September 2013 erklärte das Bundesverfassungsgericht die Überwachung Ramelows und der Mitglieder seiner Bundestagsfraktion für verfassungswidrig. Die Überwachung durch den Verfassungsschutz verletze diese in ihren Abgeordnetenrechten aus Artikel 38 des Grundgesetzes und sei unverhältnismäßig. Es hob das anderslautende Urteil des Bundesverwaltungsgerichts auf und verwies die Sache an dieses zurück.
Nach dieser Entscheidung verlangten Bodo Ramelow und die Bundestagsvizepräsidentin Petra Pau Akteneinsicht in die vom Verfassungsschutz über sie angefertigten Berichte. Am 31. Juli 2019 entschied das Oberverwaltungsgericht Nordrhein-Westfalen, dass die Auskunftsversagung rechtswidrig war und das Bundesamt für Verfassungsschutz über den Auskunftsantrag, unter Beachtung der Rechtsauffassung des Gerichts, erneut entscheiden müsse. Das Bundesverwaltungsgericht wies am 28. Juli 2020 die dagegen eingelegte Nichtzulassungsbeschwerde des Bundesamts für Verfassungsschutz zurück.

### Wahl eines Landtags-Vizepräsidenten der AfD 2020
Innerhalb der rot-rot-grünen Regierungskoalition wurde Ramelow Anfang März 2020 für seine Erklärung kritisiert, dem AfD-Politiker Michael Kaufmann, der mit einfacher Mehrheit zum Landtags-Vizepräsidenten gewählt worden war, seine Stimme gegeben zu haben. Ramelow sagte, ihm gefalle weder die Partei, noch hege er Sympathien für den Kandidaten, und er verweigere dem Thüringer AfD-Fraktionsvorsitzenden Björn Höcke den Handschlag, aber den Parlamentsrechten der AfD nicht seine Stimme. Im Gegenzug habe die AfD ihre Blockade bei der Besetzung des Richterwahlausschusses aufgegeben. Er habe „diese Erpressungssituation durch meine Stimmabgabe und den offenen Umgang damit beenden“ wollen. Er verstehe jedoch, dass nicht jeder diese getroffene Entscheidung akzeptieren könne.

### „Genosse Stalin“-Tweet
Im Februar 2020 geriet Ramelow in die Kritik, nachdem einer seiner Tweets aus dem Jahr 2012, in dem er vor einem Souvenir des sowjetischen Diktators Josef Stalin mit dem Kommentar „Mit Genosse Stalin in Uljanowsk ;-)“ posiert, aufgetaucht war. Er selbst gibt an, bei den Fotos und Tweets habe es sich um Satire gehandelt.

### Mittelfinger-Vorfall im Landtag
Bei einer Landtagsdebatte zum Umgang mit den Akten des NSU am 17. Juli 2020 zeigte Ramelow dem AfD-Abgeordneten Stefan Möller während dessen Rede den Mittelfinger und bezeichnete ihn als „widerlichen Drecksack“. Dieser hatte kurz zuvor, mit Blick auf den Verfassungsschutz, in Richtung Ramelows geäußert: „Wer da schon alles Tolles beobachtet wurde, nicht wahr, Herr Ramelow?“. Möller spielte damit auf die Beobachtung Ramelows durch den Verfassungsschutz in der Vergangenheit an, die sich später als rechtswidrig herausgestellt hatte. Der AfD-Abgeordnete stellte daraufhin einen Strafantrag wegen Beleidigung bei der Staatsanwaltschaft Erfurt.
In einem Interview mit dem MDR sagte Ramelow, dass er damit dem Landtag als Verfassungsorgan nicht im gebotenen Maße Respekt gezollt habe, aber er gleichwohl seine antifaschistische Grundhaltung nicht von der AfD instrumentalisieren lassen werde. Die CDU-Fraktion kritisierte Ramelow scharf, der Thüringer AfD-Fraktionschef Björn Höcke forderte den Rücktritt Ramelows. Unterstützung erhielt Ramelow nach dem Vorfall unter anderem von der Fraktionschefin der Linken im Thüringer Landtag, Susanne Hennig-Wellsow. Das Ermittlungsverfahren wurde von der Staatsanwaltschaft gegen Zahlung einer Geldauflage eingestellt.

### „Candy-Crush-Affäre“
Im Januar 2021 offenbarte Bodo Ramelow in der Clubhouse-Talkrunde Nachtgespräche – zwischen Trash und Feuilleton der Politikerin Lilly Blaudszun und dem Journalisten Artur Weigandt, dass er während eines Lockdown-Gipfels mit seinem Handy Candy Crush gespielt habe. Medien sprachen von der „Candy-Crush-Affäre“. Politiker kritisierten sein Verhalten. Im gleichen Medium hatte Ramelow auch die Bundeskanzlerin Angela Merkel als „Merkelchen“ bezeichnet. Er entschuldigte sich persönlich bei ihr und bezeichnete seine Äußerung als einen „Akt männlicher Ignoranz“. Später gab er an, bei der Talkrunde angetrunken gewesen zu sein.

## TV-Beitrag
- Wird der Osten unregierbar, Herr Ramelow? (58 Minuten), in: Caren Miosga, Das Erste, 25. Februar 2024.

## Veröffentlichungen
- als Mitherausgeber: It’s the Internet, stupid!: die Linken und die „Schienennetze“ des 21. Jahrhunderts. VSA-Verlag, Hamburg 2011, ISBN 978-3-89965-470-7.
- als Hrsg.: Made in Thüringen?: Nazi-Terror und Verfassungsschutz-Skandal. VSA-Verlag, Hamburg 2012, ISBN 978-3-89965-521-6.
- als Hrsg.: Schreddern, Spitzeln, Staatsversagen: wie rechter Terror, Behördenkumpanei und Rassismus aus der Mitte zusammengehen. VSA-Verlag, Hamburg 2013, ISBN 978-3-89965-550-6.
- mit Ilko-Sascha Kowalczuk Die neue Mauer: Ein Gespräch über den Osten. Verlag C.H. Beck, München 2025, ISBN 978-3-406-83831-6.

## Auszeichnungen
- 2013: Abraham-Geiger-Plakette des Abraham-Geiger-Kollegs an der Universität Potsdam[105]
- 2015: Politikaward, Kategorie Aufsteiger des Jahres[106]
- 2018: Israel-Jacobson-Preis der Union progressiver Juden[107]
- 2018: Georgs-Plakette des Verbandes Deutscher Altpfadfindergilden[108]
- 2019: Frankenmedaille des Fränkischen Bundes zusammen mit den Stadtoberhäuptern Frank Rebhan (Neustadt bei Coburg) und Heiko Voigt (Sonneberg) für ihren Einsatz beim ersten länderübergreifenden Tag der Franken in Sonneberg und Neustadt bei Coburg.
- 2021: Rittergroßkreuz des Ordens von Oranien-Nassau[109]
- 2022: Löwenherz Friedenspreis von Human Projects[110]
- 2023: Großes Bundesverdienstkreuz mit Stern und Schulterband[111]
- 2024: Die Gewerkschaft ver.di würdigte Ramelow für seine 50-jährige Gewerkschaftszugehörigkeit.[112]
- 2025: Offizierskreuz des Verdienstordens der Republik Polen